# Анна Катарина фон Бранденбург
Анна Катарина фон Бранденбург (на немски: Anna Katharina von Brandenburg; на датски: Anna Cathrine af Brandenburg) от фамилията Хоенцолерн е принцеса от Бранденбург и чрез женитба кралица на Дания и Норвегия. Тя е първата съпруга на крал Кристиан IV и майка на крал Фредерик III.

## Биография
Родена е на 26 юни 1575 г. в Хале. Тя е голямата дъщеря на курфюрст Йоахим Фридрих фон Бранденбург (1546 – 1608) и първата му съпруга Катарина фон Бранденбург-Кюстрин (1549 – 1602), дъщеря на маркграф Йохан фон Бранденбург-Кюстрин (1513 – 1571) и принцеса Катарина фон Брауншвайг-Волфенбютел (1518 – 1574).
Анна Катарина фон Бранденбург се омъжва на 27 ноември 1597 г. в замък Хадерслевхус за крал Кристиан IV (1577 – 1648), крал на Дания (1588 – 1648), син на крал Фредерик II (1534 – 1588) и принцеса София фон Мекленбург-Гюстров (1557 – 1631). На 12 юли следващата година Анна Катарина е коронована за датска кралица в църквата Фрауенкирхе в Копенхаген.
Умира на 8 април 1612 г. в Копенхаген на 36 години и е погребана в катедралата Роскиле.

## Деца
Анна Катарина фон Бранденбург и крал Кристиан IV имат шест деца:
- Фредерик (*/† 1599)
- Кристиан (* 10 април 1603; † 2 юни 1647), тронпринц на Дания, женен 1634 г. за принцеса Магдалена Сибила Саксонска (* 23 декември 1617; † 6 януари 1668)
- София (*/† 1605)
- Елизабет (1607 – 1608)
- Фредерик III (* 18 март 1609, † 9 февруари 1670), крал на Дания и Норвегия (1648 – 1670), женен на 1 октомври 1643 г. в дворец Глюксбург за принцеса София Амалия фон Брауншвайг-Каленберг (* 24 март 1628; † 20 февруари 1685)
- Улрих (* 2 февруари 1611; † 11 август 1633), епископ на Шверин (1624 – 1629) и 1631 г. генерал